# دريقة مبهة
دريقة مبهة (الاسم العلمي:Aspidistra recondita) هي نوع من النباتات تتبع جنس الدريقة من الفصيلة الهليونية. تم وصف هذا النوع من النبات علمياً لأول مرة من قبل هانس-يورغن تيليش سنة 2007.